# Риццоли, Никола
Нико́ла Риццо́ли (итал. Nicola Rizzoli; род. 5 октября 1971, Мирандола, Эмилия-Романья) — итальянский футбольный арбитр. Судья матчей высшей лиги Италии с 2002 по 2017 год. С 2007 по 2017 год являлся судьёй ФИФА. Входил в категорию элитных рефери УЕФА. В свободное от судейства время работает архитектором. Один из арбитров финальной стадии чемпионата мира 2014 в Бразилии.

## Карьера
Первый матч в высшем дивизионе чемпионата Италии Риццоли отсудил в 2002 году между клубами «Венеция» — «Перуджа» (0:2). Свой первый международный матч отсудил в 2008 году «Спортинг» — «Базель» (2:0). Судил стыковой матч за право выхода на Евро 2012 между сборными Черногории и Чехии, завершившийся со счётом (0:1).
Был признан лучшим футбольным судьёй Италии семь раз подряд с 2011 по 2017 год. В среднем за игру предъявляет 4,35 жёлтой и 0,12 красной карточки (данные на февраль 2012 года).
Один из судей розыгрыша финального турнира чемпионата Европы 2012 года в Польше и Украине.
В 2013 году являлся судьёй финала Лиги Чемпионов между «Боруссией» и «Баварией».
Никола Риццоли судил финал Чемпионата Мира 2014 года между Германией и Аргентиной, став таким образом третьим итальянцем в истории (после Серджио Гонелла и Пьерлуиджи Коллины), обслужившим финал главного футбольного турнира. ФИФА признала его лучшим арбитром данного чемпионата.
В 2014 и 2015 годах в течение двух лет подряд Международная федерация футбольной истории и статистики присвоила Риццоли звание лучшего рефери в мире.
Являлся одним из арбитров чемпионата Европы 2016, где судил матч между сборными России и Англии, а также полуфинал между командами Германии и Франции. УЕФА признала итальянца лучшим рефери этого турнира.
В июле 2017 года Риццоли завершил карьеру футбольного судьи, хотя по правилам мог продолжать её ещё один год, и был назначен управляющим судейским корпусом высшей лиги чемпионата Италии.